# Jeev Milkha Singh
Jeev Milkha Singh (Chandigarh, 15 december 1971) is een golfprofessional uit India.
Jeev Singh is een zoon van sprinter Milkha Singh, bijgenaamd 'the flying Sikh'.

## Amateur
Op 13-jarige leeftijd wint Jeev Singh zijn eerste amateurtoernooi, het American Express Championship in Delhi. Vanaf dat moment wil hij professional worden. Hij speelt regelmatig tegen Daniel Chopra, die bij zijn vader in Delhi opgroeit. Chopra heeft een Zweedse moeder en gaat eerder dan Singh naar Europa, waar hij in 1993 al op de Challenge Tour speelt.

## Professional
In 1993 heeft Singh een scratch handicap en wordt professional. Hij speelt eerst een paar jaren op de Azië Tour (AT). In 1997 gaat hij naar de Tourschool in Europa, eindigt op de 7de plaats en wordt de eerste speler uit India die een tourkaart voor de Europese PGA Tour bemachtigt. Hij is in 2007 ook de eerste speler uit India die de Masters speelt, hij wordt 37ste. 
In 2006 beleeft hij zijn topjaar. Hij wint het China Open, dat ook voor de Europese Tour meetelt, en is daarmee de tweede speler uit India die een overwinning boekt op de Tour, na Arjun Atwal, die sinds 2001 op de Tour speelt. Verder behaalt hij twee overwinningen op de Japanse Tour (JT) en hij wint eind 2006  de Volvo Masters. In 2008 wint hij in Oostenrijk, en haalt een aantal tweede plaatsen. In Azië staat hij in 2006 en 2008 op de eerste plaats van hun Order of Merit. 
In 2009 speelt hij enkele toernooien op de Amerikaanse PGA Tour en de Volvo World Matchplay, misschien maakt hij een hattrick.

## Gewonnen

#### Aziatische Tour
- 1995: Philippine Classic, Asian Matchplay Championship
- 1996: Philip Morris Asia Cup
- 1999: Lexus International
- 2006: Volvo China Open
- 2008: Barclays Singapore Open

#### Europese Tour
- 2006: Volvo China Open, Volvo Masters
- 2008: Bank Austria Golf Open
- 2012: Schots Open

#### Japan Tour
- 2006: Casio World Open, Golf Nippon Series JT Cup
- 2008: Nagashima Shigeo Invitational Sega Sammy Cup, Golf Nippon Series JT Cup

#### Elders
- 1993: Southern Oklahoma State Open, Bukit Kaira Golf Championship (Maleisië)
- 1994: Shinhan Donghae Open (Zuid-Korea), Northern Indian Open
- 1995: PGA Kampioenschap (Thailand), Mahindra BPGC Open (India), Toyota Crown Open (Thailand)

### Teams
- Dynasty Cup: 2003 (winnaars)
- World Cup: 2009

Hij is in 2008 getrouwd en woont in Chandigarh, Noord-India. In januari 2010 kreeg hij een zoon.

## Indian Masters in India
In 2008 is de eerste Indian Masters geweest, in samenwerking met de Europese Tour. Winnaar werd Shiv Chowrasia uit India. Door de financiële crisis is de tweede editie afgezegd.